# Fallah Johnson
Fallah Johnson (Monrovia, 26 ottobre 1976) è un ex calciatore liberiano, di ruolo difensore.

## Carriera

### Nazionale
Ha debuttato in Nazionale nel 1996. Ha partecipato, con la Nazionale, alla Coppa d'Africa 1996 e alla Coppa d'Africa 2002. Ha collezionato in totale, con la maglia della Nazionale, 34 presenze.

## Palmarès

### Club

#### Competizioni nazionali
- Campionato liberiano di calcio: 2

Mighty Barrolle: 1995
LPCR Oilers: 2002
- Coppa della Liberia: 2

Mighty Barrolle: 1995
LPCR Oilers: 1999